# Danny Coralles
Danny Coralles est un musicien américain. Il est l'un des guitaristes du groupe de death metal Autopsy et le cofondateur, avec le batteur Chris Reifert, d'Abscess. Depuis son retour en 2009, Autopsy adopte un nouveau genre de métal et joue dans divers salles sélectionnées à travers le monde. Coralles faisait partie du super-groupe The Ravenous ainsi que d'autres formations dont Eat My Fuk et Doomed.

## Autopsy
Danny Coralles est le guitariste du groupe de death metal Autopsy.
Danny a une guitare signature Autopsy 1 sur 2 créée par IKON Customs, nommée "Twisted Mass".

### Discographie
- Critical Madness (Démo, 1988)[1]
- Severed Survival (LP, Peaceville Records ), 1989)[2]
- Retribution for the Dead (EP, Peaceville Records, 1991)[1]
- Fiend for Blood (EP, Peaceville Records, 1991)[1]
- Mental Funeral (LP, Peaceville Records, 1992)[3]
- Acts of the Unspeakable (LP, Peaceville Records, 1992)[4]
- Shitfun (LP, Peaceville Records, 1995)[1]
- Torn from the Grave (Compilation, Peaceville Records, 2001)[5]
- Dead as Fuck (Live, Necroharmonic Productions, 2004)

## The Ravenous
Après la séparation d'Autopsy, Coralles et Reifert rejoignent le supergroupe de death metal The Ravenous.

### Discographie
- Assembled in Blasphemy (Hammerheart Records, 2000)[7]

## Abcess
Coralles a été le guitariste du groupe de death-punk Abscess. Le groupe est dissout en 2010.

## Sources
1. 1 2 3 4 5  (en) Eduardo Rivadavia, « Autopsy » (biographie de l'artiste), sur AllMusic (consulté le 17 décembre 2023)
2. ↑  (en) « Severed Survival » (contributeurs à l'album), sur AllMusic (consulté le 17 décembre 2023)
3. ↑  (en) « Mental Funeral » (contributeurs à l'album), sur AllMusic (consulté le 17 décembre 2023)
4. ↑  (en) « Acts of the Unspeakable » (contributeurs à l'album), sur AllMusic (consulté le 17 décembre 2023)
5. ↑  (en) « Torn From the Grave » (contributeurs à l'album), sur AllMusic (consulté le 17 décembre 2023)
6. ↑  (en) Eduardo Rivadavia, « Ravenous » (biographie de l'artiste), sur AllMusic (consulté le 17 décembre 2023)
7. ↑  (en) « Assembled in Blasphemy » (contributeurs à l'album), sur AllMusic (consulté le 17 décembre 2023)
8. ↑  (en) Bradley Torreano, « Abscess » (biographie de l'artiste), sur AllMusic (consulté le 17 décembre 2023)